# Cubillos
Cubillos è un comune spagnolo di 398 abitanti situato nella comunità autonoma di Castiglia e León.